# Тейлор, Робин Лорд
Ро́бин Лорд Те́йлор (англ. Robin Lord Taylor, род. 4 июня 1978, Шуивилл, Айова) — американский актёр. Наиболее известен по ролям в фильмах «Нас приняли!» (2006), «Другая Земля» (2011) и «Что бы вы сделали…» (2012), а также по роли Пингвина в телесериале «Готэм» (2014—2019).

## Биография
Родился в Шуивилле, штат Айова, в семье Мэри Сьюзан (урожд. Стэми) и Роберта Хармона Тейлор. Окончил среднюю школу в городе Солон и Северо-Западный университет, получив степень бакалавра наук в области театра. Актёр Билли Айкнер был его соседом по комнате в университете.
Появлялся в таких телесериалах, как «Ходячие мертвецы», «Закон и порядок», «Закон и порядок: Специальный корпус», «Хорошая жена» и «В поле зрения», а также фильмах «Нас приняли!», «Взгляд зимы», «Другая Земля», сегменте Спайка Ли «Божьи дети Америки», вошедшего в фильм-антологию «Невидимые дети», «Убийство школьного президента» и других.
Совместно с Билли Айкнером создал и исполнил главную роль в «Creation Nation: A Live Talk Show», проекте в формате ток-шоу на сцене, с которым они выступали на фестивале «Фриндж» в 2008 году, на комедийном фестивале в Аспене, а также в Нью-Йорке и Лос-Анджелесе.
В феврале 2014 года получил роль Освальда Кобблпота в телесериал «Готэм». Озвучивал Чужого в видеоиграх Dishonored 2 и Dishonored: Death of the Outsider.

## Личная жизнь
Воспитывался в Пресвитерианской вере. С 2000 года живёт на Манхэттене в Нью-Йорке.
Открытый гей. В интервью журналу «Glamour» в ноябре 2014 года, на вопрос репортёра: «Я заметила, что ты носишь обручальное кольцо на безымянном пальце. Ты в браке?», Тейлор ответил: «Да! Я предпочитаю не рассказывать об этом, но я в браке уже более трёх лет, и мы вместе 10 с половиной лет. Детей нет. Пока что нет!». С 2011 года состоит в браке с художником-постановщиком Ричардом ДиБеллой.

## Фильмография
| Год       |     | Русское название                             | Оригинальное название                    | Роль                               |
| --------- | --- | -------------------------------------------- | ---------------------------------------- | ---------------------------------- |
| 2005—2010 | с   | Закон и порядок                              | Law & Order                              | Джаред Уэстон, Дейл, Седрик Стубер |
| 2005      | кор | Божьи дети Америки                           | Jesus Children of America                | Майк                               |
| 2006      | кор |                                              | Pitch                                    | Пит                                |
| 2006      | ф   |                                              | The House is Burning                     | Фил                                |
| 2006      | ф   | Нас приняли!                                 | Accepted                                 | Абернати Дарвин Данлоп             |
| 2008      | ф   | Убийство школьного президента                | Assassination of a High School President | Алекс Шнидер                       |
| 2008      | ф   | Август                                       | August                                   | сотрудник                          |
| 2008      | с   | Жизнь на Марсе                               | Life on Mars                             | Джимми                             |
| 2009      | ф   | В плену                                      | Last Day of Summer                       | Джейсон                            |
| 2010      | ф   | Шаг вперёд 3D                                | Step Up 3D                               | панк                               |
| 2011      | ф   | Возвращение                                  | Return                                   | Вонни                              |
| 2011      | ф   | Другая Земля                                 | Another Earth                            | Джефф Уильямс                      |
| 2011      | ф   | Невероятная меланхолия                       | The Melancholy Fantastic                 | Дюккен                             |
| 2012      | с   | В поле зрения                                | Person of Interest                       | Аякс                               |
| 2012      | ф   | Что бы вы сделали…                           | Would You Rather                         | Джулиан                            |
| 2012      | с   | Хорошая жена                                 | The Good Wife                            | Брок Далиндро                      |
| 2013      | с   | Закон и порядок: Специальный корпус          | Law & Order: Special Victims Unit        | Дилан Фуллер                       |
| 2013—2014 | с   | Ходячие мертвецы                             | The Walking Dead                         | Сэм                                |
| 2013      | ф   | Холод ночи                                   | Cold Comes the Night                     | Куинси                             |
| 2014      | с   | Такси: Южный Бруклин                         | Taxi Brooklyn                            | Сэми                               |
| 2014—2019 | с   | Готэм                                        | Gotham                                   | Освальд Кобблпот / Пингвин         |
| 2015      | кор | Двигаясь дальше                              | Moving On                                | Ник                                |
| 2016      | ки  | Dishonored 2                                 | Dishonored 2                             | Чужой                              |
| 2017      | ки  | Dishonored: Death of the Outsider            | Dishonored: Death of the Outsider        | Чужой                              |
| 2019      | ф   | Джон Уик 3                                   | John Wick: Chapter 3 – Parabellum        | администратор                      |
| 2019      | ф   | Долгий дом                                   | The Long Home                            | Липскомб                           |
| 2019      | ф   | Эффект Манделы                               | The Mandela Effect                       | Мэтт                               |
| 2019      | с   | Ты                                           | You                                      | Уилл Беттельхейм                   |
| 2020      | кор |                                              | Lost & Found                             | Рэнди                              |
| 2021      | кор | Скелеты                                      | Skeletons                                | Кристофер                          |
| 2021—2022 | с   | Кевин может пойти к чёрту                    | Kevin Can F**k Himself                   | Ник                                |
| 2022      | с   | Закон и порядок: Организованная преступность | Law & Order: Organized Crime             | Себастьян Макклейн                 |